# 룰로
룰로(스페인어: lulo, 학명: Solanum quitoense 솔라눔 퀴토인세[*])는 가지과의 여러해살이 식물이다. 남아메리카 북서부에서 재배하는 아열대 작물로, 열매를 과일로 먹는다.

## 이름
에콰도르, 코스타리카, 파나마 등에서는 "나랑히야(naranjilla)"라 불리는데, 이는 오렌지를 뜻하는 스페인어 낱말인 "나랑하(naranja)에 지소사를 붙인 형태로, "작은 오렌지"라는 뜻이다. 콜롬비아 등에서는 "룰로(lulo)"라 부르며, 이는 케추아어에서 나온 낱말이다. 안데스 북부의 일부 지역에서는 "키토 키토(quito quito)"라 부르기도 한다.
학명의 "퀴토인세( quitoense)는 "키토(Quito)의"라는 뜻이다.

## 분포
남아메리카에 분포하며, 원산지는 에콰도르, 콜롬비아로 추정된다.

## 종내 분류군
- S. quitoense f. septentrionale (R.E. Schultes & Cuatrec.) D'Arcy[1]

## 사진

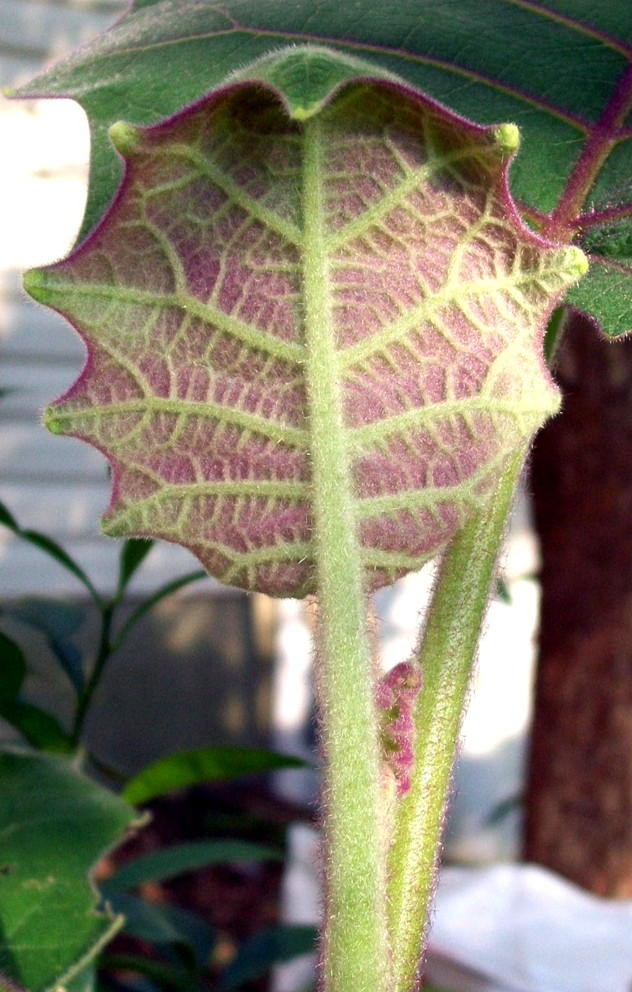
잎
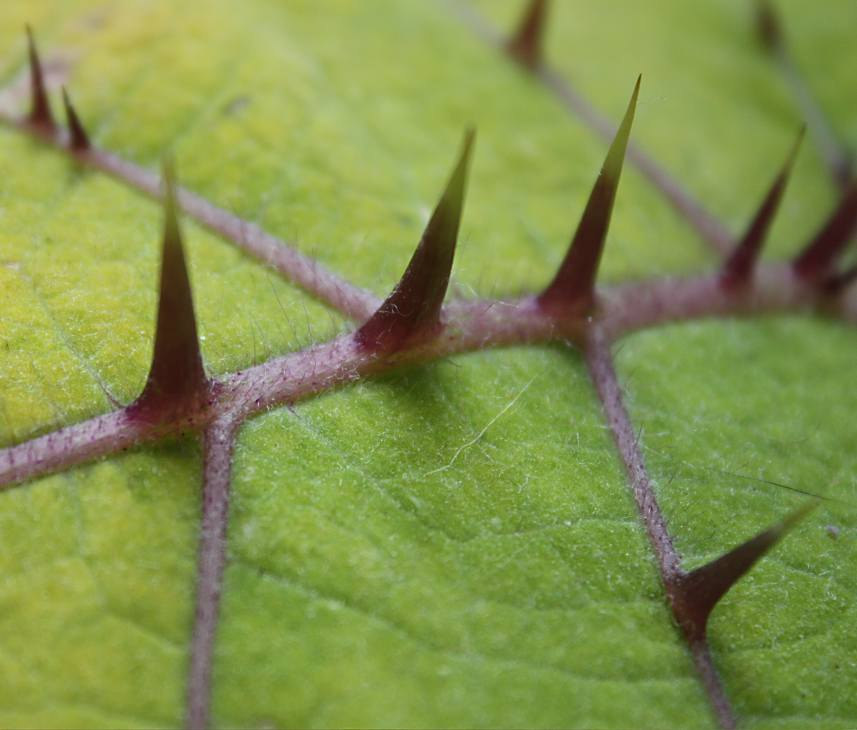
잎의 가시
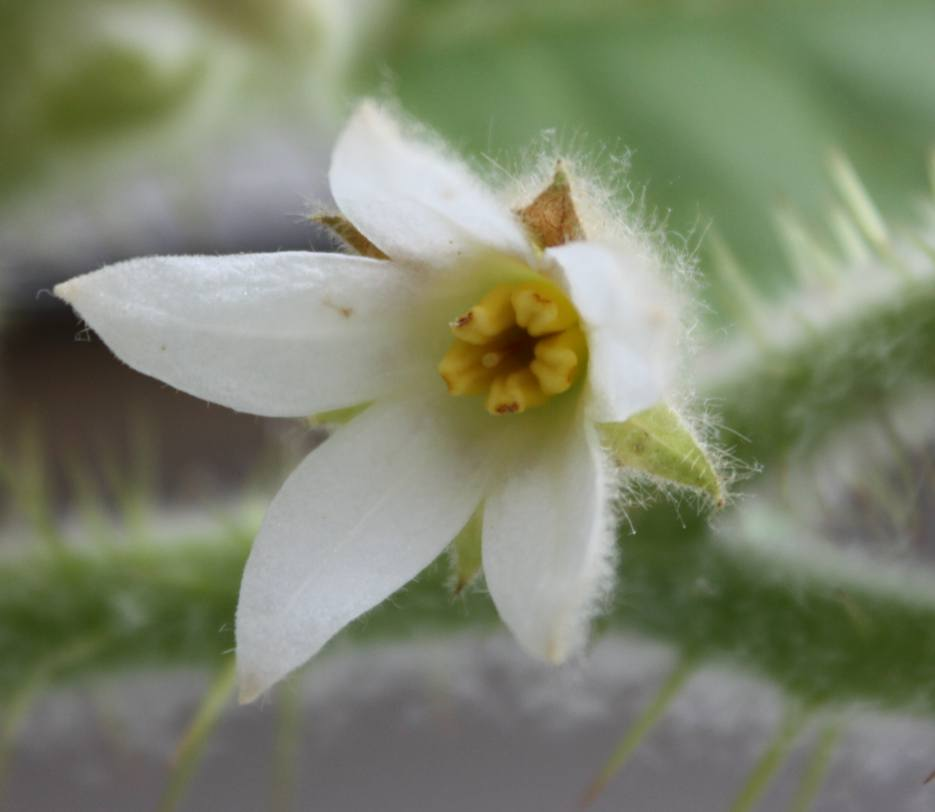
꽃
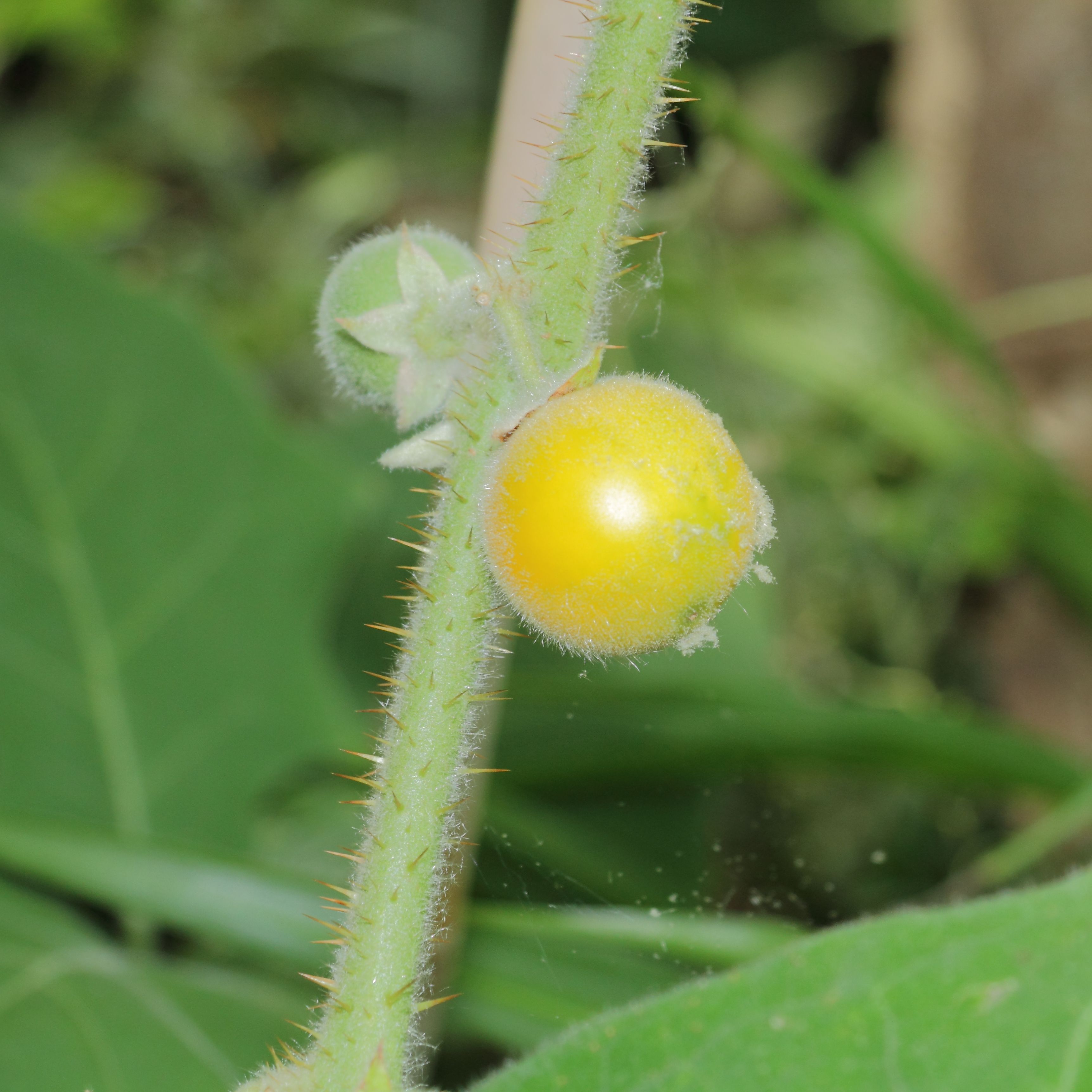
어린 열매
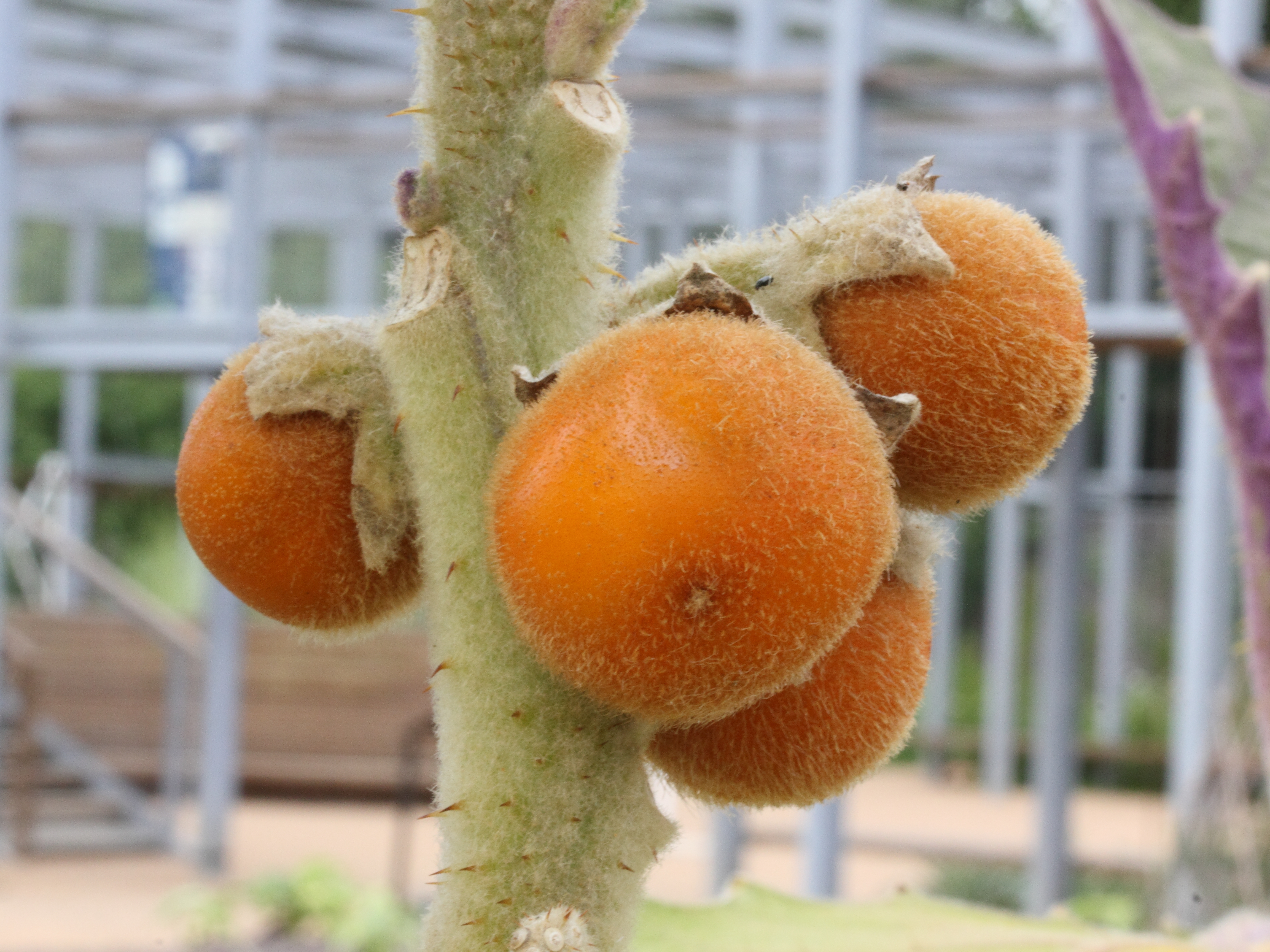
익은 열매
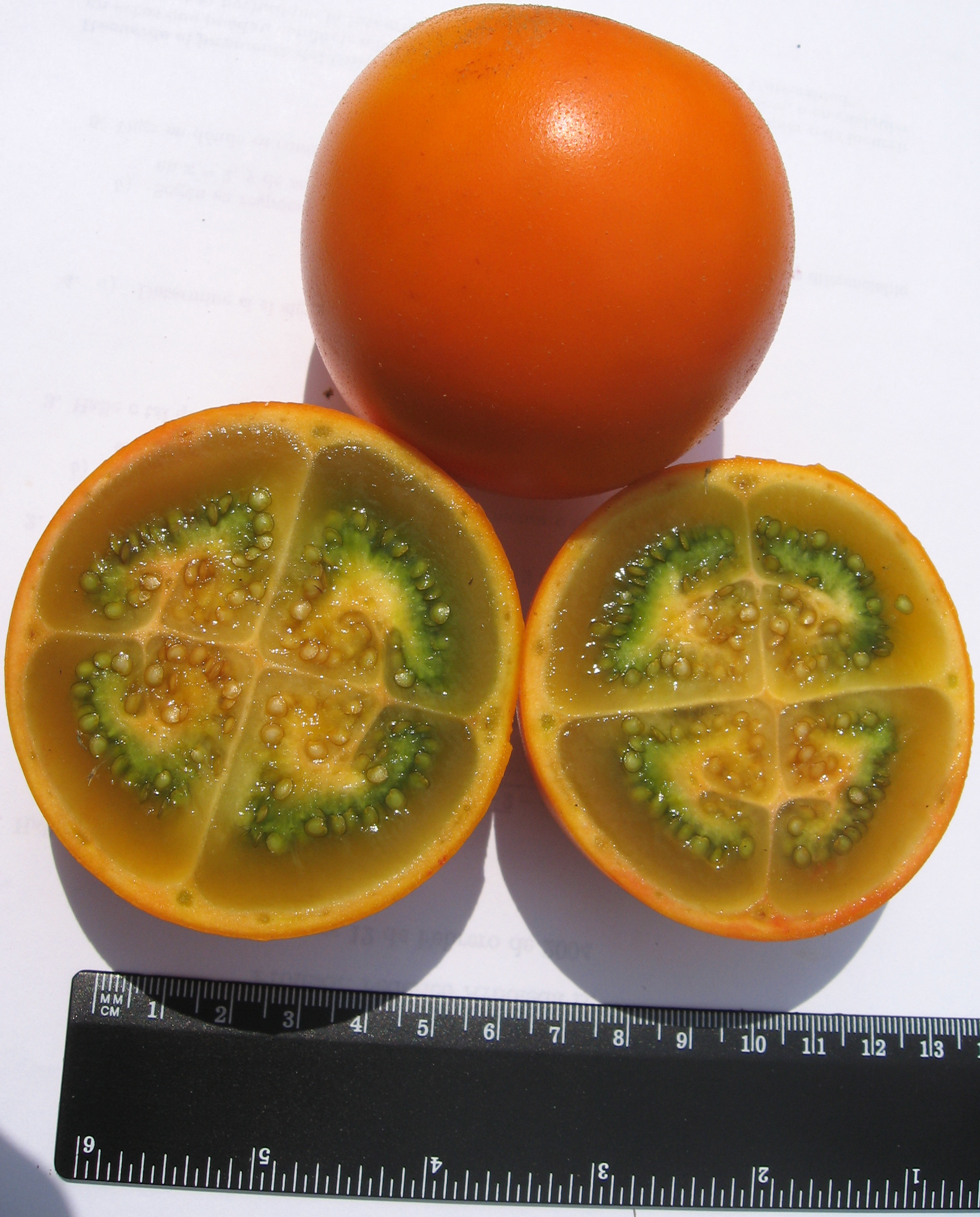
룰로(과일)